# Čtyřiks
Čtyřiks (IksIksIksIks, XXXX) je záhadný kontinent na Zeměploše, který vznikl velmi nedávno za tajemných bouří (popsáno v knize Poslední kontinent) a nakrátko se stal domovem Boha evoluce, se kterým se měli tu čest setkat mágové Neviditelné univerzity v Ankh-Morporku. Skládá se především z červené pustiny, náleven špatného piva, klokanů a ovcí.
Pratchett na začátku knihy Poslední kontinent vyvrací možnost, že je XXXX Austrálií. XXXX je jen místy tak trochu australské.